# Cyclopogon argyrotaenius
Cyclopogon argyrotaenius är en orkidéart som beskrevs av Rudolf Schlechter. Cyclopogon argyrotaenius ingår i släktet Cyclopogon, och familjen orkidéer. Inga underarter finns listade i Catalogue of Life.